# Ricomero
Flavio Ricomero o Ricomer fue un militar franco que vivió a finales del siglo IV. Entró al servicio del ejército romano, donde hizo carrera como comes, magister militum, y consul. Fue tío del general Arbogasto. Es posible que sea el mismo Ricomero que contrajo matrimonio con Ascyla, cuyo hijo Teodomiro llegaría a ser rey de los francos. 

## Biografía
En torno a 377/378, Ricomero era comes domesticorum del Emperador Graciano y fue transferido de Galia a Tracia, donde participó en las guerras góticas del Emperador Valente. En Adrianópolis trató de persuadir a Valente de que esperara a Graciano. Cuando el líder godo Fritigerno exigió rehenes romanos para asegurar la paz, Ricomero se ofreció como voluntario y partió del campamento romano junto con otros rehenes, pero antes de llegar algunos elementos de los dos ejércitos se salieron de control y se enfrentaron, iniciando la Batalla de Adrianópolis. Ricomero se encontró en medio de un campo de batalla completamente caótico, pero se salvó retirándose y sobrevivió. Sin embargo, el ejército de Valente fue totalmente destruido y muchos de sus oficiales perecieron, incluido el propio Valente.
Alrededor de 383, era general en oriente (magister militum per orientem) y se convirtió en cónsul en 384. En 388, Teodosio I lo envió junto con su sobrino Arbogasto y Promoto y Timasio contra el usurpador Magno Máximo, al que derrotaron.
Desde el año 388, sirvió como comandante supremo en la parte oriental del Imperio (comes et magister utriusque militiae) hasta su muerte en 393. Ricomero estaba interesado en la literatura y estaba familiarizado con retóricos como Libanio y Agustín. Presentó al retórico Eugenio a su sobrino Arbogasto. Unos años más tarde Arbogasto se haría con el poder en el Imperio de Occidente. Tras la muerte de Valentiniano II, Arbogastes promovió a Eugenio como emperador, mientras que él seguiría siendo líder y generalísimo. En 393 Teodosio I organizó una campaña contra Arbogasto, y se le pidió a Ricomero que liderara la caballería contra su sobrino. En el camino de Oriente a Occidente murió antes de que la batalla tuviera lugar. Arbogasto fue derrotado y se suicidó con su propia espada.